# Brajiliwka (obwód chmielnicki)
Brajiliwka – wieś na Ukrainie, w obwodzie chmielnickim, w rejonie nowouszyckim.